# Brad Lambert
Brad Lambert (né le 19 décembre 2003 à Lahti en Finlande) est un joueur finlandais de hockey sur glace. Il évolue à la position d'attaquant.

## Biographie

### En club
Lambert dispute la saison 2015-2016 avec les Generals de Saskatoon dans la Saskatchewan AA Hockey League U15.
La saison suivante, il intègre la filière de formation du club de sa ville natale, les Pelicans Lahti. En 3 ans, il progresse des moins de 16 ans au moins de 20 ans.
Lors de la saison 2019-2020, il s'entend avec le HIFK, disputant la majeure partie de la saison dans l'équipe moins de 20 ans. Il dispute également quatre rencontres de Liiga.
En 2020-2021, il choisit de s'engager avec le JYP Jyväskylä. En 46 matchs, il comptabilise 15 points.
Le 17 janvier 2022, il est échangé et termine la saison avec les Pelicans.
Le 8 juillet 2022 lors du Repêchage d'entrée dans la LNH, il est sélectionné au 30e rang par les Jets de Winnipeg.
Le 18 avril 2024, il joue son premier match dans la Ligue nationale de hockey avec les Jets lors du dernier match de la saison régulière et enregistre sa première assistance face aux Canucks de Vancouver.

### En équipe nationale
Lambert représente la Finlande depuis la saison 2018-2019, pendant laquelle il joue pour l'équipe moins de 16 ans et l'équipe moins de 17 ans. il est d'ailleurs médaillé de bronze lors du Festival olympique de la jeunesse européenne en 2019.
Lors de la saison 2019-2020, il finit à la septième place du Défi mondial des moins de 17 ans et à la quatrième place de la Coupe Hlinka-Gretzky.
En 2021, il participe au Championnat du monde moins de 18 ans et se classe quatrième, perdant la petite finale face aux rivaux suédois. Il remporte également la médaille de bronze lors du Championnat du monde junior.
Il participe également au Championnat du monde junior en 2022, mais le tournoi est annulé à cause de la pandémie de Covid-19, plusieurs équipes ayant de nombreux joueurs déclaré positifs.

## Statistiques

### En club
| Saison    | Équipe                    | Ligue          |    | Saison régulière | Saison régulière | Saison régulière | Saison régulière | Saison régulière |   | Séries éliminatoires | Séries éliminatoires | Séries éliminatoires | Séries éliminatoires | Séries éliminatoires |
| Saison    | Équipe                    | Ligue          | PJ | B                | A                | Pts              | Pun              | PJ               | B | A                    | Pts                  | Pun                  |                      |                      |
| 2015-2016 | Generals de Saskatoon U15 | SAAHL U15      | 1  | 0                | 0                | 0                | 0                | -                | - | -                    | -                    | -                    |                      |                      |
| 2017-2018 | Pelicans Lahti U16        | U16 SM-sarja Q | 19 | 28               | 19               | 47               | 16               | -                | - | -                    | -                    | -                    |                      |                      |
| 2017-2018 | Pelicans Lahti U16        | U16 SM-sarja   | 1  | 0                | 1                | 1                | 4                | -                | - | -                    | -                    | -                    |                      |                      |
| 2018-2019 | Pelicans Lahti U16        | U16 SM-sarja Q | 6  | 7                | 3                | 10               | 29               | -                | - | -                    | -                    | -                    |                      |                      |
| 2018-2019 | Pelicans Lahti U18        | U18 SM-sarja   | 6  | 3                | 1                | 4                | 2                | -                | - | -                    | -                    | -                    |                      |                      |
| 2018-2019 | Pelicans Lahti U20        | U20 SM-liiga   | 17 | 2                | 9                | 11               | 18               | 10               | 1 | 1                    | 2                    | 6                    |                      |                      |
| 2019-2020 | HIFK U20                  | U20 SM-liiga   | 42 | 18               | 20               | 38               | 28               | -                | - | -                    | -                    | -                    |                      |                      |
| 2019-2020 | HIFK                      | Liiga          | 4  | 0                | 2                | 2                | 0                | -                | - | -                    | -                    | -                    |                      |                      |
| 2020-2021 | JYP Jyväskylä             | Liiga          | 46 | 7                | 8                | 15               | 18               | -                | - | -                    | -                    | -                    |                      |                      |
| 2021-2022 | JYP Jyväskylä             | Liiga          | 24 | 2                | 4                | 6                | 31               | -                | - | -                    | -                    | -                    |                      |                      |
| 2021-2022 | JYP Jyväskylä U20         | U20 SM-sarja   | 1  | 0                | 1                | 1                | 0                | -                | - | -                    | -                    | -                    |                      |                      |
| 2021-2022 | Pelicans Lahti            | Liiga          | 25 | 2                | 2                | 4                | 12               | 3                | 0 | 0                    | 0                    | 0                    |                      |                      |
| 2022-2023 | Moose du Manitoba         | LAH            | 14 | 2                | 1                | 3                | 8                | -                | - | -                    | -                    | -                    |                      |                      |
| 2022-2023 | Thunderbirds de Seattle   | LHOu           | 26 | 17               | 21               | 38               | 12               | 17               | 6 | 20                   | 26                   | 8                    |                      |                      |
| 2023-2024 | Moose du Manitoba         | LAH            | 64 | 21               | 34               | 55               | 38               | 2                | 0 | 1                    | 1                    | 0                    |                      |                      |
| 2023-2024 | Jets de Winnipeg          | LNH            | 1  | 0                | 1                | 1                | 0                | -                | - | -                    | -                    | -                    |                      |                      |

### En équipe nationale
| Année     | Équipe       | Compétition                                  |    | PJ | B | A  | Pts | Pun                 |  | Résultat |
| 2018-2019 | Finlande U16 | International                                | 8  | 7  | 8 | 15 | 2   |                     |  |          |
| 2018-2019 | Finlande U17 | International                                | 11 | 6  | 5 | 11 | 6   |                     |  |          |
| 2019      | Finlande U17 | Festival olympique de la jeunesse européenne | 3  | 2  | 0 | 2  | 0   | Médaille de bronze  |  |          |
| 2019      | Finlande U17 | Défi mondial des moins de 17 ans             | 5  | 1  | 5 | 6  | 2   | 7e place            |  |          |
| 2019      | Finlande U18 | Coupe Hlinka-Gretzky                         | 5  | 3  | 0 | 3  | 0   | 4e place            |  |          |
| 2019-2020 | Finlande U17 | International                                | 1  | 0  | 0 | 0  | 0   |                     |  |          |
| 2019-2020 | Finlande U18 | International                                | 4  | 0  | 2 | 2  | 4   |                     |  |          |
| 2021      | Finlande U18 | Championnat du monde moins de 18 ans         | 5  | 0  | 5 | 5  | 2   | 4e place            |  |          |
| 2021      | Finlande U20 | Championnat du monde junior                  | 7  | 1  | 3 | 4  | 0   | Médaille de bronze  |  |          |
| 2021-2022 | Finlande U20 | International                                | 9  | 2  | 2 | 4  | 27  |                     |  |          |
| 2022      | Finlande U20 | Championnat du monde junior                  | 2  | 1  | 4 | 5  | 0   | Compétition annulée |  |          |

## Parenté
Son oncle, Lane Lambert, est un ancien joueur de hockey sur glace, ayant évolué dans la Ligue nationale de hockey. Il est actuellement entraîneur-chef des Islanders de New-York.